# Portada/efemèride gener 16
Andrea Riccardi
« 15 de gener · 16 de gener · 17 de gener »